# Иг
Иг (на словенски: Ig) е село в Словения, регион Средна Словения. Административен център на община Иг. Според Националната статистическа служба на Република Словения през 2015 г. селото има 2295 жители.